# Geta Burlacu
Geta Burlacu (n. Georgeta Povorozniuc, 22 iulie, 1974, Bălți) este o cântăreață din Republica Moldova care a reprezentat Republica Moldova la concursul Eurovision din anul 2008 cu cântecul „A Century of Love”.

## Biografie și cariera
Geta Burlacu s-a născut pe 22 iulie 1974, în orașul Bălți, Republica Moldova.
A început să cânte la vârsta de șapte ani. În același timp, studia vioara la școala de muzică din Bălți. A absolvit Colegiul de Muzică din Bălți, instrument vioara.
În 1993 Geta a intrat la Conservatorul din Chișinău, facultatea de muzică populară și jazz.
Geta Burlacu este câștigătorea a numeroase premii la festivaluri naționale și internaționale (Moldova, România, Franța, Germania, Spania, Danemarca, Ucraina, Belarus) în domeniul muzicii jazz, pop și folk.
Din 1998 și până în 2011 a activat ca solistă într-un jazz-band vocal «UniVox». 
În perioada anilor 2005 – 2007, a fost profesor de jazz vocal la facultatea de canto, a Academiei de Muzică, Teatru și Arte Plastice, Moldova.
În 2006 ea a obținut o bursă la Fundația Soros, secțiunea "Music".
În 2007 Geta Burlacu a participat într-un turneu internațional, alături de celebra formație cubaneză "Buena Vista Social Club», pe cele mai mari scene ale României. 
În 2008 a reprezentat Republica Moldova la concursul internațional "Eurovision Song Contest", cu piesa « Century of Love ».
În 2009 a participat la festivalul internațional "Cerbul de Aur", unde a reușit să ajungă în finala festivalului desfășurat în Brașov, România.
Din 2009 până în prezent evoluează pe scenă cu Orchestra Națională Simfonică Teleradio Moldova, precum și cu formațiile jazz «Alex Calancea Band", "ANGRY Band» și cu orchestra de muzică populară «Taraf Lăutăresc».
În 2010, a concertat în Europa cu trupa lui Alex Calancea Band. A susținut concerte în țări precum Franța, Germania, Austria, Italia, Rusia, Ucraina, România, China, Anglia, Belarus, Spania, Danemarca, Irlanda și altele.
În 2011, Geta Burlacu a participat la concertul "Woman Day" în cadrul aniversării "40 de ani Francofonie", organizat de UNESCO la Paris.
În 2012, Geta a dat viață unui nou album de colinde "Să ningă cerul peste noi" și la finele anului a susținut un concert de caritate cu formația Black&White și Jazz big Band (Tiraspol), la Teatrul Național de Operă și Balet.
Din anul 2013 și până în prezent Geta joacă într-un spectacol muzical «Caruselul erotic», pe scena teatrului Eugen Ionesco, Chușinău. Primul spectacol al Teatrului Nocturn “Decameron” după un text de David Hare, în regia lui Giorgi Tavadze (Georgia). Pe parcursul spectacolului Geta cânta live însoțită de «Angry Band».
Geta Burlacu sustinut numeroase recitaluri în Piața Marii Adunări Naționale de Ziua Limbii, Ziua Republicii, a participat la Festivalul moldovenesc de la Londra, luând parte în numeroase proiecte sociale și de caritate.
Interpreta a fost numită Ambasadorul al bunăvoinței a Fondului Națiunilor Unite pentru Populație din Moldova.
În 2014, 12 ianuarie și 13, respectiv, la invitația Asociației "Connexions Moldavie" și cu sprijinul Biroului "Pentru relații cu diaspora", Geta Burlacu a susținut 2 concerte "Winter Jazz " la Paris și Luxemburg, unde a fost salutată călduros de către reprezentanții diasporei moldovenești precum și a șefilor Ambasadelor Republicii Moldova în Belgia și Franța. Este remarcabil faptul că acesta este primul concert oficial a reprezentanților culturii moldovenești în Luxemburg.
În luna mai, 2014, Geta a reprezentat Republica Moldova în cadrul proiectului cultural "Experience Moldova". Pe data de 13, 15 și 16 mai Geta cu mare succes a susținut concerte de muzică populară moldovenească pe scenele Berlinului, Stockholmului și Londrei.
În luna iulie, 2014,  Geta Burlacu
a participat la festivalul internațional "Urban Voices", unde a evoluat
pe scenă cu piese din repertoriul celebrei interprete române, Maria Tănase. Geta a cântat «Imnul poporului român» piesa Lume lume pe un platou grandios acompaniată de muzicanții din India, Canada, Venezuela, Algeria, Franța și Moldova alături de unul dintre cele mai impunătoare coruri din lume, alcătuit din 800 de persoane. Proiectul a fost o simbioză de genuri muzicale, culturilor din est și vest.

## Concursuri și Festivaluri
- 2014 - Participanta festivalului internațional Tambours à Nantes Urban Voices, Franta
- 2009 - Finalista festivalului "Cerbul de aur" ("Golden Stag"), România
- 2008 - Câstigătoarea preselecției locale "Eurovision"
- 13/09/2007 - Laureata festivalului Etno-jazz "Trigon", Chișinău
- 02/07/2007 - Laureata Festivalului internațional "Faces of friends", Moldova
- 30/04/2007 - Solista deschiderii  "BUENA VISTA SOCIAL CLUB", Teatrul Național, București, România
- 2007-27-04 - Solista deschiderii "BUENA VISTA SOCIAL CLUB", Opera, Cluj, România
- 2004 - Câștigătoarea premiului 3 la festivalul internațional de jazz "DODJ"
- 2001 - Premiul special a festivalului național de muzică populară "Tamara Ceban", Moldova
- 2001 - Participanta festivalului internațional "International Festival of Universal Music (FIMU)", Belfort, Franța
- 2001 - Participanta festivalului internațional de muzică "New Impro Music Fest", Moldova
- 2001 - Solista orchestrei de muzică populară la "Săptămâna de muzică populară română", Germania
- 2000 - Participanta festivalului internațional "International Festival of Universal Music (FIMU)", Belfort, Franța
- 2000 - Participanta festivalului internațional de artă, "INTACT", Cluj-Napoca, România
- 2000 - Participanta festivalului internațional "Jazz-Weekend", Moldova
- 2000 - Participanta festivalului național "Mărțișor", Moldova
- 1999 - Participanta festivalului internațional "Jazz-Weekend", Moldova
- 1997 - Diploma concursului internațional "Șlagărul de Aur", Belorusia
- 1997 - Grand Prix a concursului republican "Tânăra Stea",  Moldova

## Discografie
- 2005 «Ce n-aș da să mor diseară»
- 2008 «La Porta Pământului»
- 2009 «O Sete Nebună»
- 2010 «Cine Iubește»
- 2012 «Să ningă cerul peste noi»